# Plerneuf
Plerneuf (bretonisch: Plerneg) ist eine französische Gemeinde mit 1.119 Einwohnern (Stand: 1. Januar 2022) im Département Côtes-d’Armor in der Region Bretagne. Sie gehört zum Arrondissement Guingamp und zum Kanton Plélo. Umgeben wird Plerneuf von der Gemeinde Trégomeur im Norden, von Châtelaudren im Osten, von Saint-Donan im Süden und von Plouvara im Südwesten.

## Bevölkerungsentwicklung
| 1962 | 1968 | 1975 | 1982 | 1990 | 1999 | 2006 | 2012 |
| 404  | 425  | 545  | 755  | 844  | 886  | 1022 | 1002 |